# RIM-2 Terrier
Convair RIM-2 Terrier був двоступеневою морською зенітною ракетою (ЗРК) середньої дальності, однією з перших ЗРК для оснащення кораблів ВМС США. Він зазнав суттєвих модернізацій під час експлуатації, починаючи з наведення за променем з 10-морських-миль (19 км) дальність зі швидкістю мах 1.8 і закінчуючи системою напівактивного радіолокаційного самонаведення (SARH) з дальністю 40 морська миля (74 км) зі швидкістю до Маха 3. У службі він був замінений на RIM-67 Standard ER (SM-1ER).
Terrier також використовувався як базовий ступінь для сімейства звукових ракет, починаючи з Terrier Malemute.

## Історія
Terrier був розвитком проекту «Бамблбі», зусилля ВМС Сполучених Штатів з розробки ракети «земля-повітря» для забезпечення середнього рівня захисту від повітряного нападу (між винищувачами носіями та зенітними гарматами). Пробний запуск проводився з USS Mississippi 28 січня 1953 року і вперше розгорнуто на Boston крейсерах Boston і Canberra в середині 1950-х років, причому « Канберра» була першою, хто отримав оперативний статус 15 червня 1956 року. Його позначення ВМС США було SAM-N-7 до 1963 року, коли воно було перейменовано на RIM-2.
Протягом короткого періоду в середині 1950-х Корпус морської піхоти Сполучених Штатів (USMC) мав два батальйони Terrier, оснащені спеціально модифікованими подвійними морськими пусковими установками для наземного використання, які стріляли з SAM-N-7. Terrier була першою ракетою класу «земля-повітря», яка працювала з USMC. Перезаряджання пускових установок здійснювалося спеціальним транспортним засобом, який перевозив дві перезарядки Terrier.
Клас Belknap DLG, перейменований на CG, також мав протичовнову ракету ASROC, яка запускалася з тієї ж пускової установки, що і Terrier. Клас Belknap мав 3 круглі магазини у формі трикутника. Нижній магазин містив ядерні ракети BT-3A(N) і ядерну протичовнову ракету (ASROC). Це була додаткова функція безпеки, оскільки вона передбачала перенесення ядерної ракети з нижнього кільця на верхнє, а потім на пускові рейки, що вимагало багато рухів і часу, запобігаючи випадковому завантаженню ядерної ракети з одного з двох верхніх магазинів. 

## Оператори
Військово-морські сили Італії
 Військово-морські сили Нідерландів
 Військово-морські сили США

## Галерея

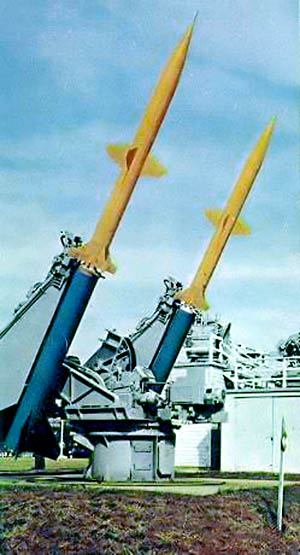
Тер’єр ранньої моделі
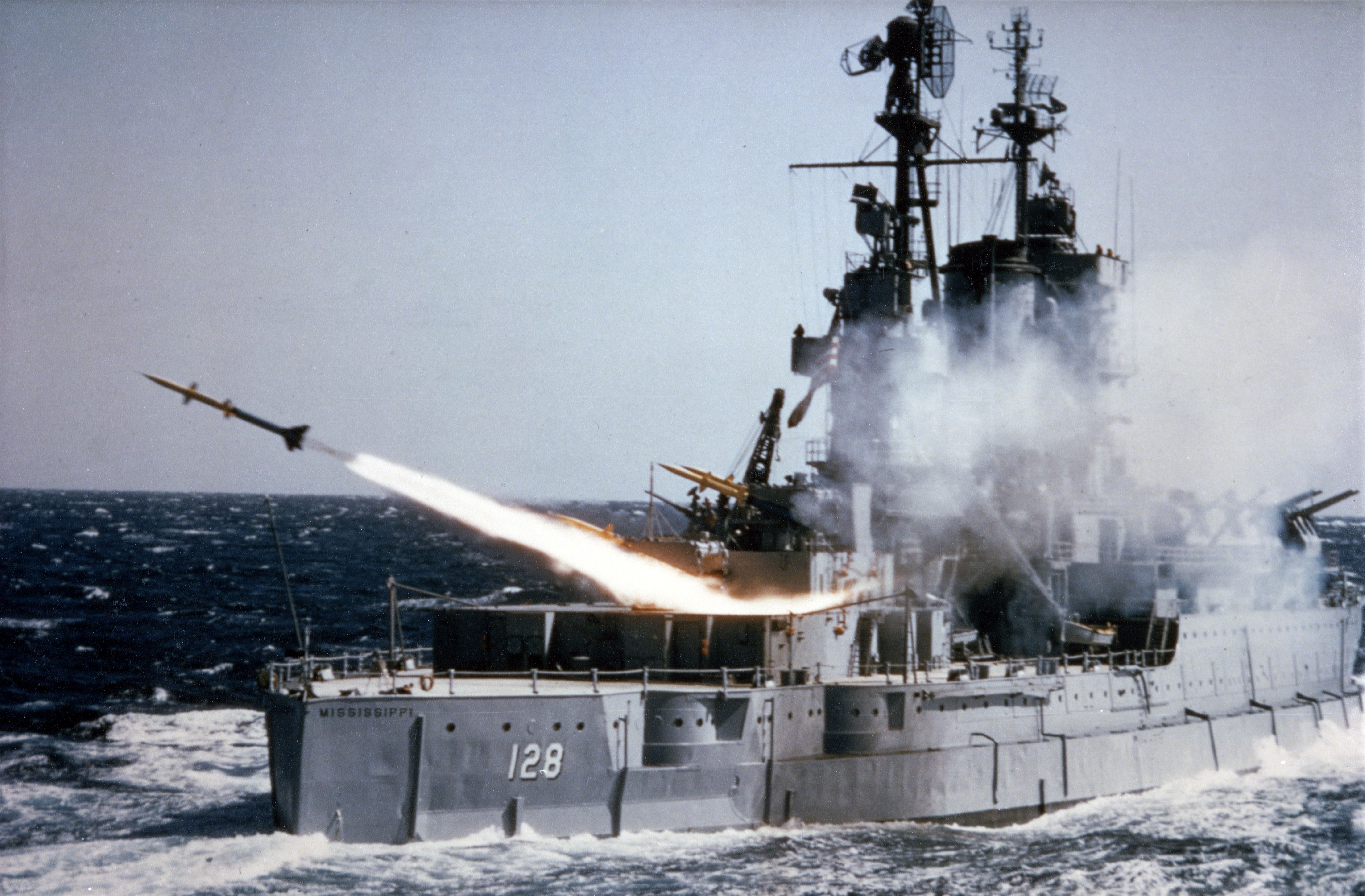
Рання модель тер’єра, запущена з тестового судна USS Mississippi
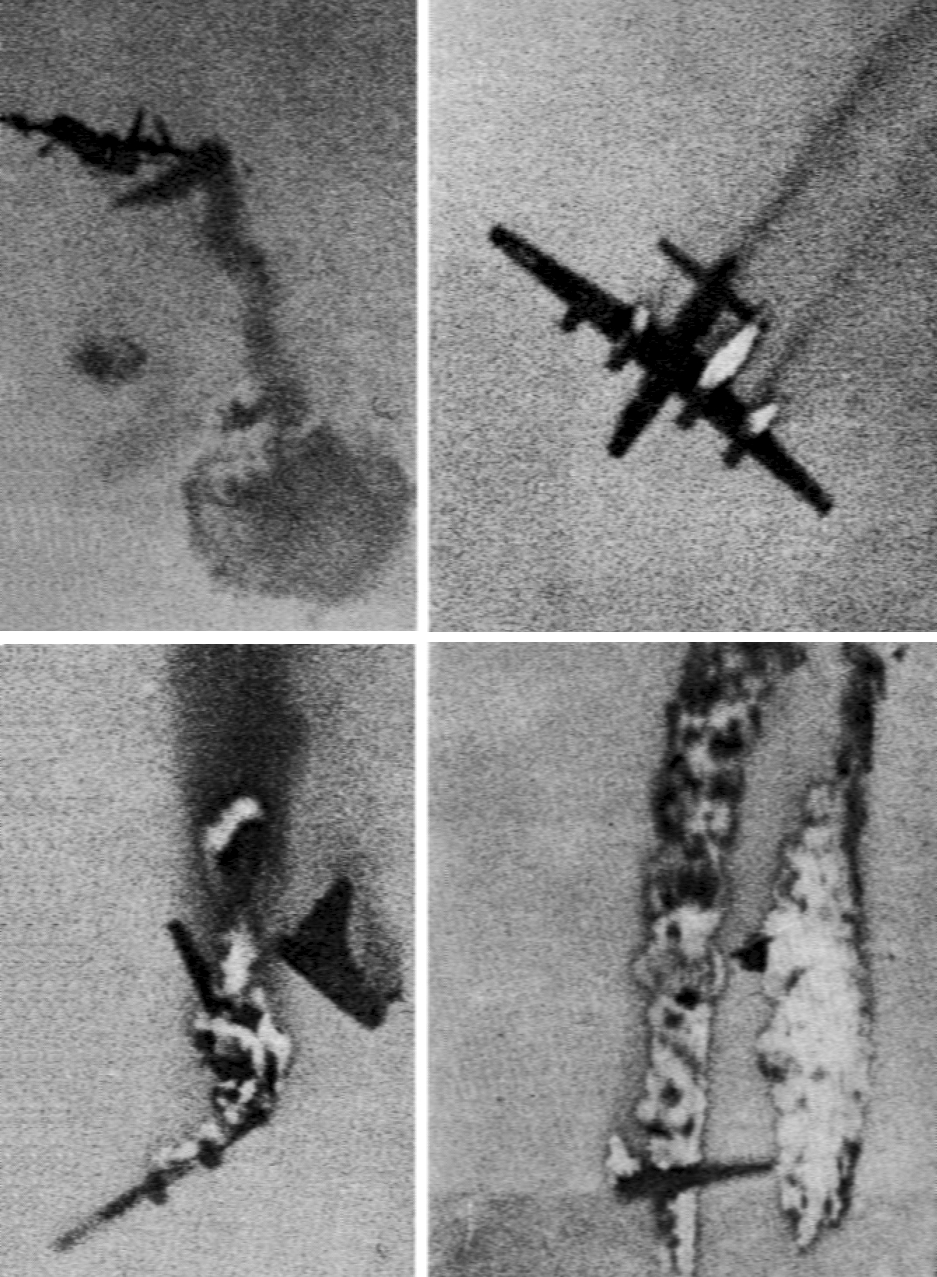
Безпілотник P4Y-2K, збитий Terrier, 1956 рік.
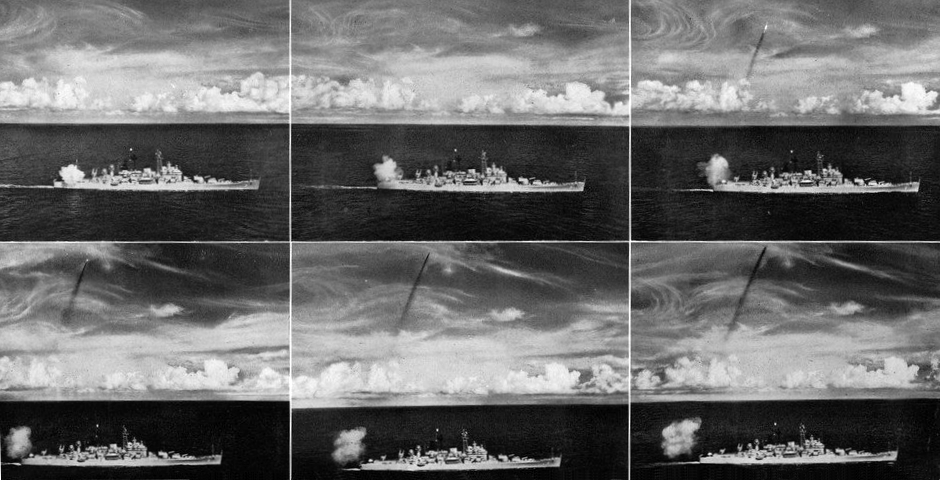
USS Canberra запускає Terrier, 1960.
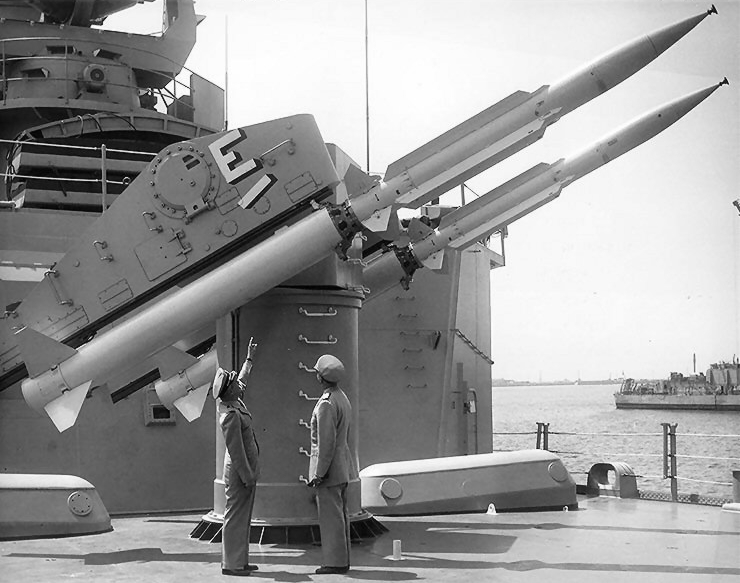
RIM-2 на борту USS Providence, 1962.
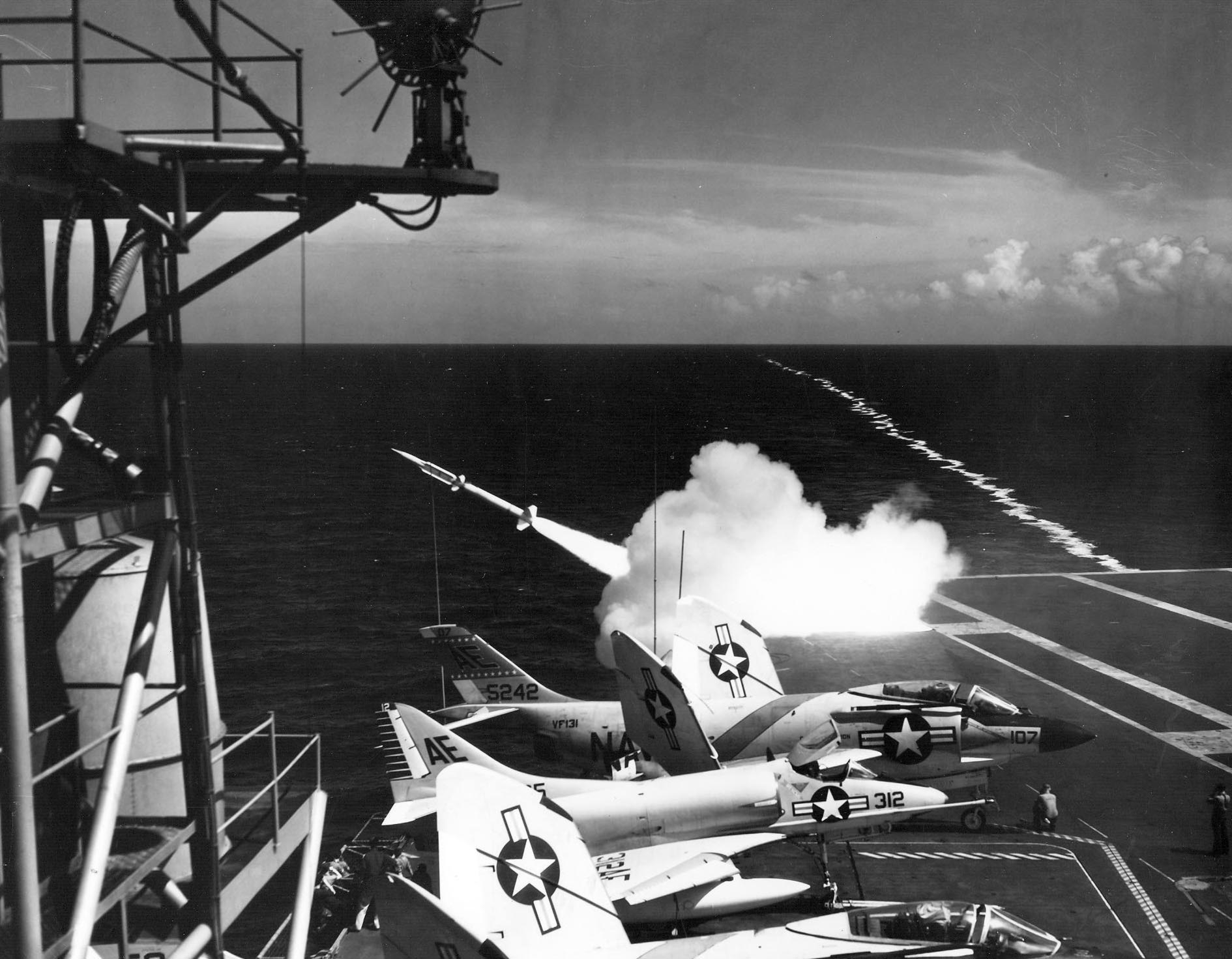
Запуск RIM-2 з USS Constellation, 1962.
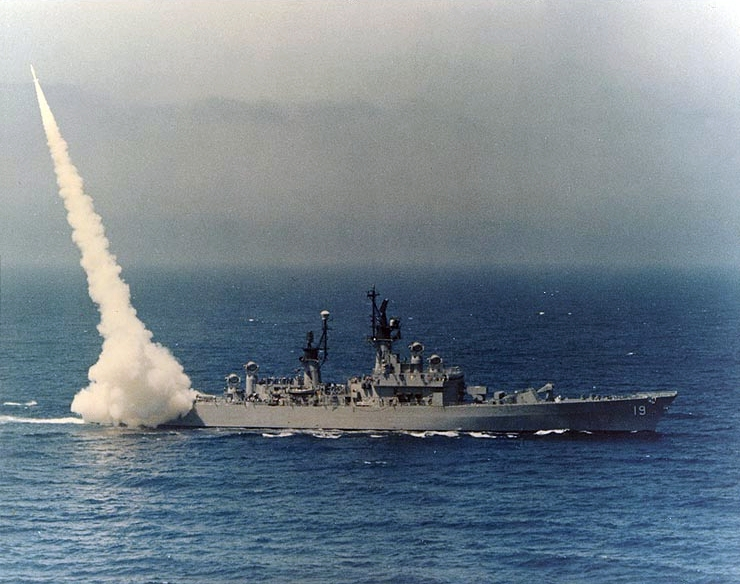
Запуск Terrier з USS Dale, 1964.